# Capacité d'autofinancement
Pour les articles homonymes, voir CAF.
La capacité d'autofinancement (CAF) est un terme comptable qui désigne la somme du bénéfice net et de ce qu'on appelle les « charges non décaissées » (dotations aux amortissements et provisions pour risques et charges).
La CAF est utilisée pour investir (ou augmenter le fonds de roulement), rembourser des emprunts, épargner, ou encore verser des dividendes aux actionnaires. La CAF est toutefois différente du « cash flow » (ou flux de trésorerie), pour des raisons de temporalité (en cas de retard de paiement des clients par exemple, la CAF n'en est pas affectée, au contraire de la trésorerie).
Au cours des Trente Glorieuses, une grande partie de la capacité d'autofinancement des entreprises servait à la croissance durable des entreprises.

## Enjeux et historique

### Enjeux de la capacité d'autofinancement
La CAF est le flux potentiel de trésorerie (sans tenir compte des décalages temporels) dégagé par l'ensemble de l'activité normale de l'entreprise.
La CAF n'est pas exactement un flux de trésorerie (cash flow en anglais). En effet, elle ne tient pas compte des encaissements et des décaissements effectivement réalisés au cours de la période.
La confusion entre CAF et flux de trésorerie est fréquente.
Pour obtenir le flux de trésorerie issu de l'activité d'exploitation, il faut retrancher à la CAF la variation du besoin en fonds de roulement de la période.
En retranchant de la CAF le montant des dividendes versés au cours de la période, on obtient l'autofinancement.
Les banques, en comparant la CAF au montant des dettes financières, mesurent la capacité de remboursement de l'entreprise. Elles sont attentives à l'évolution du ratio suivant : {\displaystyle {\tfrac {Dettesfinanci{\grave {e}}res}{CAF}}}.
Ce ratio indique la capacité de l'entreprise à rembourser ses dettes. Par exemple, un ratio égal à trois indique que l'entreprise met trois ans à les rembourser.

### Historique de la capacité d'autofinancement
En 1984 : le concept est ajouté à la mise en place du cadre comptable.
La marge brute d'autofinancement (MBA) est le concept qui avait été retenu avant que le plan comptable n'adopte celui de capacité d'autofinancement. 
Toujours utilisée par l'Ordre des experts-comptables et par la banque centrale des bilans, la Marge brute d'autofinancement considère les dotations sur actifs circulants (net des reprises) comme une charge monétaire. Ce faisant, contrairement à la CAF, la MBA se révèle dépendante de la politique de provision.

## Méthodes de calcul de la capacité d'autofinancement
La CAF se calcule soit à partir de l'excédent brut d'exploitation (voir méthode soustractive ci-dessous), soit à partir du résultat de l'exercice (voir méthode additive). 
Le bénéfice est le revenu disponible à l'entreprise, déduit de toutes charges, fiscalités, impôts, taxes, achats, locations…
Les amortissements représentent les achats de produits à payer sur une courte, moyenne ou longue période. Déduits de l'entreprise à chaque mois, ces produits seront utiles à l'entreprise pour ses missions futures.

### Méthode Soustractive
Ce mode de calcul découle directement de la définition de la CAF. Il s'agit d'un calcul de la CAF selon son origine. 
Ainsi, la CAF se calcule en faisant la différence entre les produits encaissables et les charges décaissables relevant de l'activité normale de l'entreprise, c’est-à-dire qui ne relèvent pas des opérations de financement ou d'investissement. 
Un produit encaissable (respectivement une charge décaissable) est potentiellement générateur d'une recette (respectivement dépense). À l'inverse un produit (respectivement une charge) calculé n'engendre pas de flux monétaire. 
En pratique, à l'excédent brut d'exploitation (EBE) sont ajoutés les transferts de charges d'exploitation et les autres produits encaissables de l'activité normale et sont soustraites les autres charges décaissables de l'activité normale. 
calcul de la CAF à partir de l'EBE (PCG 532-8) :
```
 
Excédent brut d'exploitation
 (ou insuffisance brute d'exploitation)
+ Transferts de charges d'exploitation (791)
+ Autres produits d’exploitation (75 sauf 755)
− Autres charges d’exploitation (65 sauf 655)
+ Quotes-parts de résultat sur opérations faites en commun (755)
− Quotes-parts de résultat sur opérations faites en commun (655)
+ 
Produits financiers
 (76 et 796)
(a)

− 
Charges financières
 (66)
(b)

+ Produits exceptionnels (77)
(c)

− Charges exceptionnelles décaissables (67)
(d)

− 
Participation des salariés aux résultats
 (691)
− 
Impôts sur les bénéfices
 (695)
= 
Capacité d'autofinancement

(a) Sauf reprises sur dépréciations et provisions (786)

(b) Sauf dotations aux amortissements, dépréciations et provisions financiers (686).

(c) Sauf :

 
* produits des cessions d'immobilisations (775);

 
* quotes-parts des subventions d'investissement virées au résultat de l'exercice (777);

 
* reprises sur dépréciations et provisions exceptionnelles (787).

(d) Sauf :

 
* valeur comptable des immobilisations cédées (675);

 
* dotations aux amortissements, dépréciations et provisions exceptionnels (687).
```

Notons que les transferts de charges d'exploitation vers charges à répartir sur plusieurs exercices permettent l'activation de certaines charges. Ces dernières sont effectivement des dépenses, mais sont considérées comme un investissement. 
Ces transferts de charges, bien qu'étant un produit calculé, doivent être ajoutés à l'EBE pour annuler l'impact de charges qui ne relèvent pas de l'activité normale de l'entreprise.

### Méthode additive
Cette seconde méthode de calcul est en général plus rapide que la première et par conséquent plus utilisée. Il s'agit d'un calcul de la CAF selon son affectation.
La CAF peut aussi se calculer à partir du résultat net auquel on ajoute les charges calculées (dotations aux amortissements et provisions) et auquel on retranche les produits calculés des reprises sur provisions et amortissements.
Il faut de plus éliminer du résultat net l'impact des opérations de financement et d'investissement apparaissant dans le compte de résultat.
Premièrement, il faut retrancher les quotes-parts de subventions d'investissement virées au compte de résultat qui sont des produits calculés.
Secondement, il faut rajouter la valeur nette comptable des éléments d'actifs cédés (VNCEAC) et soustraire les produits de cession des éléments d'actifs (PCEA), puisque ces deux derniers éléments relèvent de la fonction des investissements. De plus, la VNCEAC est une charge calculée. En revanche, les PCEA sont des produits encaissables et correspondent au prix de vente des immobilisations cédées.
Calcul de la CAF à partir du Résultat Net Comptable :
```
Résultat Net Comptable
+ Dotation nette aux amortissements et provisions - comptes # 68 
− Autres produits non encaissables (reprises d'exploitation; financier; exceptionnel) - parmi les comptes # 78
− Produits de Cession d'Éléments d'Actif - comptes # 775
+ Autres charges non décaissables (dotation exploitation; financier; exceptionnel) - parmi les comptes # 68
+ 
Valeur nette comptable
 d'Éléments Actif Cédés - comptes # 675
− Quote-part des subventions d'investissement virées au résultat de l'exercice - compte # 777
= Capacité d'Autofinancement
− Distribution de dividendes
= 
Autofinancement
```

## Amélioration de la Capacité d'autofinancement

### Intérêt d'augmenter la CAF
Une Capacité d'autofinancement élevée permet à la fois d'augmenter le fonds de roulement, de rembourser des emprunts, d'épargner, ou encore de verser des dividendes aux actionnaires. À l'inverse, une CAF trop faible engendre une capacité de remboursement également trop faible et ainsi un risque de cessation de paiements.
À cet égard, lorsque la CAF d'une entreprise rembourse avec peine les différents emprunts, sa situation devient délicate et ainsi toute baisse d'activité est susceptible de la mettre en cessation de paiement. Une CAF élevée est par ailleurs également nécessaire dans la recherche de financements. En effet, les prêteurs redoutant l'absence de remboursement, ceux-ci attendent des emprunteurs que leur CAF soit élevée, de manière à considérer le prêt moins risqué.

### Manières d'augmenter la CAF
Il existe plusieurs méthodes visant à augmenter la capacité d'autofinancement, soit par augmentation du chiffre d'affaires, soit par diminution des charges fixes ou variables.

#### Par l'augmentation du chiffre d'affaires
L'augmentation du chiffre d'affaires (CA) est réalisable :
- par l'augmentation des prix de vente. Toutefois, la hausse des prix ne doit pas conduire à réduire le nombre de produits vendus pour avoir une incidence positive sur le CA. Ce pourquoi il peut être parfois plus efficace de réduire les prix, de manière que plus de clients acquièrent les produits. L'efficacité de chacune de ces deux méthodes dépend du positionnement de l’entreprise ;
- par l’acquisition de nouveaux clients. Une telle opération doit permettre d'occasionner de nouvelles ventes ;
- par l’amélioration de l'efficacité des campagnes de communication, l’embauche d'un nouveau commercial, etc. ;
- par la fidélisation des clients. En effet, lorsqu'un client est régulier, sa valeur vie client (ou Lifetime Value) augmente. Il est à ce titre souvent plus simple et rentable pour une entreprise de fidéliser ses clients existants que d'en acquérir de nouveaux. Pour cela, plusieurs méthodes existent dont celle de la carte de fidélité ou de la lettre d'information ;
- par le lancement d'un nouveau produit.

#### Par la réduction des charges, fixes ou variables
Pour améliorer la CAF, il est également possible de réduire les charges fixes ou variables. Une telle réduction des charges financières évite de réduire les charges d’exploitation, qui peut en revanche avoir des conséquences néfastes sur la qualité des produits. Toutefois, il est souvent plus rapide de réduire les charges fixes ou variables en achetant des matières premières moins chères, en licenciant du personnel, en changeant de locaux, etc.